# KFC Meulebeke
Maillots
Dernière mise à jour : 3 août 2017.
Le Koninklijke Football Club Meulebeke est un club de football belge localisé à Meulebeke, entre Bruges et Gand. Porteur du matricule 1255, le club a évolué durant 24 saisons dans les séries nationales, toutes en Promotion, le quatrième niveau national. Il évolue en deuxième provinciale lors de la saison 2017-2018.

## Histoire

### Fondation et progression dans les séries provinciales
Le Football Club Meulebeke est fondé le 27 mars 1928, et s'affilie dans la foulée à l'Union Belge, qui lui attribue le matricule 1255. Le premier président du club est le gardien Albert Vanherle. Le club est versé dans la plus basse série régionale, et malgré quelques premières années difficiles, il parvient à y remporter un titre en 1933. En 1937, Henri Goethals, futur bourgmestre de la commune, en devient le président. Deux ans plus tard, le club remporte un nouveau titre dans sa série. Mais à la suite du déclenchement de la Seconde Guerre mondiale, les compétitions sont suspendues, et il doit attendre avant de découvrir le niveau supérieur.
Après le conflit, le club reprend ses activités. Les saisons qui suivent sont faites de montées et de descentes, valant au club une réputation d'« équipe ascenseur ». En 1950, le club rejoint la deuxième provinciale, mais est relégué un an plus tard. Il reçoit le titre de « Société Royale » le 26 janvier 1954, et adapte sa dénomination officielle en Koninklijke Football Club Meulebeke. Il gagne un nouveau titre de troisième provinciale en 1956, et est ensuite à nouveau relégué deux ans plus tard. Au terme de la saison suivante, le club termine à égalité de points avec Ledegem, malgré ses 26 victoires et 141 buts inscrits. Un match de barrages est nécessaire pour départager les deux équipes. Meulebeke s'incline et passe à côté d'un nouveau titre.

### Premier passage par les séries nationales
Finalement, le KFC Meulebeke parvient à remonter en deuxième provinciale en 1960, et crée un comité pour les équipes de jeunes la même année. Un an plus tard, le club rejoint pour la première fois la première provinciale, remportant au passage la Coupe de Flandre-Occidentale. Enfin, en 1965, le club remporte le titre provincial et est promu pour la première fois de son Histoire en Promotion, le plus bas niveau national. Le club se maintient facilement à l'échelon national, et réalise des résultats meilleurs d'année en année, avec comme point d'orgue une quatrième place en 1970. Après plusieurs saisons terminées en milieu de classement, le club termine treizième et doit disputer un match de barrages pour assurer son maintien. Le club s'incline et est relégué vers les séries provinciales en 1976. À la relégation sportive vient s'ajouter une rétrogradation administrative sanctionnant une tentative de corruption lors de son match face à Izegem, qui renvoie le club directement en deuxième provinciale.

### Retour en Promotion
En deux ans, le club remporte deux titres consécutifs, et retrouve la Promotion en 1978. Après une saison en bas de classement, le club joue les premiers rôles la saison suivante. À deux journées de la fin du championnat 1979-1980, Meulebeke occupe la tête du classement. Mais deux défaites par le plus petit écart face à Aalter et Ninove lors des deux dernières rencontres le repoussent à la troisième place, à deux points du champion, la RUS Tournai. Le club ne peut rééditer cette performance, et après deux saisons moyennes, une dernière place dans sa série au terme de la saison 1982-1983 renvoie le club en première provinciale. Il est de retour en Promotion un an plus tard, mais ce nouveau séjour ne dure qu'un an.

### Enlisement en provinciales
Le KFC Meulebeke s'enlise ensuite dans le classement, loin du haut du tableau. Après avoir évité de peu la relégation en deuxième provinciale en 1988 et 1989, il y est renvoyé en 1990. Le club évolue ensuite entre deuxième et première provinciale : promu en 1991, relégué en 1992, de nouveau promu en 1993, il reprend ensuite la lutte pour le titre en première provinciale. En 1996, le club participe au tour final pour la montée en Promotion, qu'il remporte, ce qui lui permet de revenir au niveau national après onze ans d'absence.

### Nouveau retour en Promotion, puis stagnation en provinciales
Le club se maintient aisément durant quatre ans, ratant de peu une participation au tour final en 2000. Les choses se compliquent ensuite, le club doit passer par un match de barrages pour rester en Promotion en 2002. Un an plus tard, il termine dernier et est renvoyé vers la première provinciale. C'est à ce jour sa dernière saison à l'échelon national. Deux ans plus tard, le club est à nouveau relégué et descend en deuxième provinciale. Il y remporte le titre après une saison, mais est ensuite de nouveau relégué au niveau inférieur en 2009. En 2013, il remporte le tour final et remonte en « P1 ».

## Résultats dans les divisions nationales
Statistiques arrêtées au 24 juin 2013

### Bilan
| Niv | Divisions     | Jouées | Titres | TM Up | TM Down |
| --- | ------------- | ------ | ------ | ----- | ------- |
| I   | 1re nationale | 0      | 0      |       |         |
| II  | 2e nationale  | 0      | 0      |       |         |
| III | 3e nationale  | 0      | 0      |       |         |
| IV  | 4e nationale  | 24     | 0      |       | 2       |
| V   | 5e nationale  | 0      | 0      |       |         |
|     |               |        |        |       |         |
|     | TOTAUX        | 24     | 0      | 0     | 2       |

- TM Up : test-match pour départager des égalités, ou toutes formes de Barrages ou de Tour final pour une montée éventuelle.
- TM Down : test-match pour départager des égalités, ou toutes formes de Barrages ou de Tour final pour le maintien.

### Classements saison par saison
| Ordre               | Saison  | Nom du club   | Niveau            | Classement final | Remarques  |
| ------------------- | ------- | ------------- | ----------------- | ---------------- | ---------- |
| 1                   | 1965-66 | KFC Meulebeke | Promotion série D | 10e/16           |            |
| 2                   | 1966-67 | KFC Meulebeke | Promotion série B | 12e/16           |            |
| 3                   | 1967-68 | KFC Meulebeke | Promotion série A | 6e/16            |            |
| 4                   | 1968-69 | KFC Meulebeke | Promotion série A | 9e/16            |            |
| 5                   | 1969-70 | KFC Meulebeke | Promotion série C | 4e/16            |            |
| 6                   | 1970-71 | KFC Meulebeke | Promotion série D | 13e/16           |            |
| 7                   | 1971-72 | KFC Meulebeke | Promotion série D | 11e/16           |            |
| 8                   | 1972-73 | KFC Meulebeke | Promotion série B | 9e/16            |            |
| 9                   | 1973-74 | KFC Meulebeke | Promotion série C | 9e/16            |            |
| 10                  | 1974-75 | KFC Meulebeke | Promotion série A | 9e/16            |            |
| 11                  | 1975-76 | KFC Meulebeke | Promotion série A | 13e/16           | Relégué !  |
| séries provinciales |         |               |                   |                  |            |
| 12                  | 1978-79 | KFC Meulebeke | Promotion série B | 11e/16           |            |
| 13                  | 1979-80 | KFC Meulebeke | Promotion série A | 3e/16            |            |
| 14                  | 1980-81 | KFC Meulebeke | Promotion série A | 13e/16           |            |
| 15                  | 1981-82 | KFC Meulebeke | Promotion série A | 10e/16           |            |
| 16                  | 1982-83 | KFC Meulebeke | Promotion série A | 16e/16           | Relégué !  |
| séries provinciales |         |               |                   |                  |            |
| 17                  | 1984-85 | KFC Meulebeke | Promotion série A | 16e/16           | Relégué !  |
| séries provinciales |         |               |                   |                  |            |
| 18                  | 1996-97 | KFC Meulebeke | Promotion série A | 9e/16            |            |
| 19                  | 1997-98 | KFC Meulebeke | Promotion série A | 6e/16            |            |
| 20                  | 1998-99 | KFC Meulebeke | Promotion série A | 7e/16            |            |
| 21                  | 1999-00 | KFC Meulebeke | Promotion série A | 4e/16            |            |
| 22                  | 2000-01 | KFC Meulebeke | Promotion série A | 11e/16           |            |
| 23                  | 2001-02 | KFC Meulebeke | Promotion série A | 13e/16           | Barrages ! |
| 24                  | 2002-03 | KFC Meulebeke | Promotion série A | 16e/16           | Relégué !  |
| séries provinciales |         |               |                   |                  |            |